# Agricultură intensivă

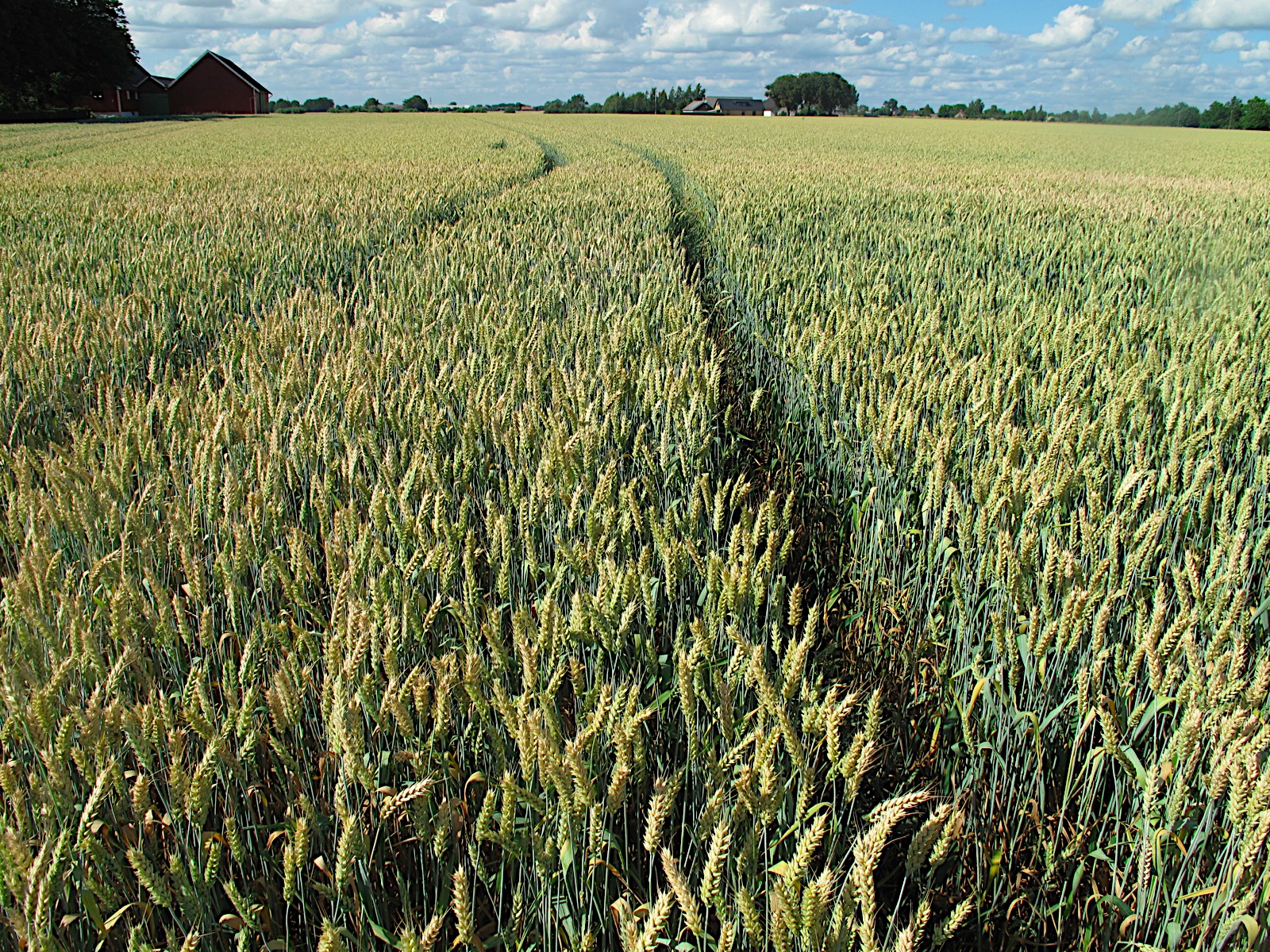
Cultură intensivă de grâu în Lund, Suedia

Agricultura bazată pe exploatare intensivă, cunoscută și sub denumirea de agricultură intensivă (spre deosebire de agricultura extensivă), reprezintă o formă a agriculturii ce cuprinde atât cultura plantelor, cât și creșterea animalelor și se bazează pe consum și producție ridicate pe unitatea cubică de suprafață de teren agricol. Se caracterizează prin: proporție scăzută de teren necultivat, nivel ridicat de folosire a unor elemente externe precum aportul de capital și forța de muncă și un randament crescut de producție a culturii pe volumul de teren agricol. 
Cea mai mare parte a agriculturii comerciale este, într-un fel sau altul, intensivă. Tipurile de agricultură care se bazează preponderent pe metode industriale compun adesea agricultura industrială, caracterizată prin inovații menite să crească producția. Printre tehnicile folosite se numără cultivarea mai multor tipuri de culturi de-a lungul unui an, reducerea frecvenței anilor neproductivi, precum și îmbunătățirea soiurilor. De asemenea, implică utilizarea sporită a îngrășămintelor, a regulatorilor de creștere pentru plante, a pesticidelor și a agriculturii mecanizate, controlate printr-o analiză sporită și detaliată a condițiilor de creștere, precum clima, solul, apa, vegetația parazitară și dăunătorii. Acest sistem este susținut de inovația continuă a utilajelor și metodelor agricole, a tehnologiei genetice, a tehnicilor pentru realizarea economiilor de scară, a logisticii, a tehnologiilor de colectare și interpretare a datelor. Fermele cu producție intensivă sunt răspândite la scară largă în țările dezvoltate și sunt din ce în ce mai des întâlnite la nivel mondial. Majoritatea produselor din carne, a lactatelor, a ouălor, a fructelor și legumelor, ce se găsesc în supermarketuri, sunt produse de astfel de ferme.  
Unele ferme de acest tip pot utiliza metode durabile, cu toate că acest lucru ar necesita un volum mai mare de muncă sau producții mai scăzute. 
În ceea ce privește creșterea animalelor în mod intensiv, aceasta implică creșterea unui număr mare de animale pe o suprafață limitată de teren, ca de exemplu prin rotația pășunatului sau prin administrarea de hrană concentrată, metodă utilizată în Occident.   Aceste metode cresc producția de alimente și fibre pe hectar, spre deosebire de creșterea extensivă a animalelor; concentratele sunt aduse animalelor care nu-și schimbă arealul sau animalelor care sunt mutate în mod repetat către zone noi de pășunat, prin rotație.   

## Istoric

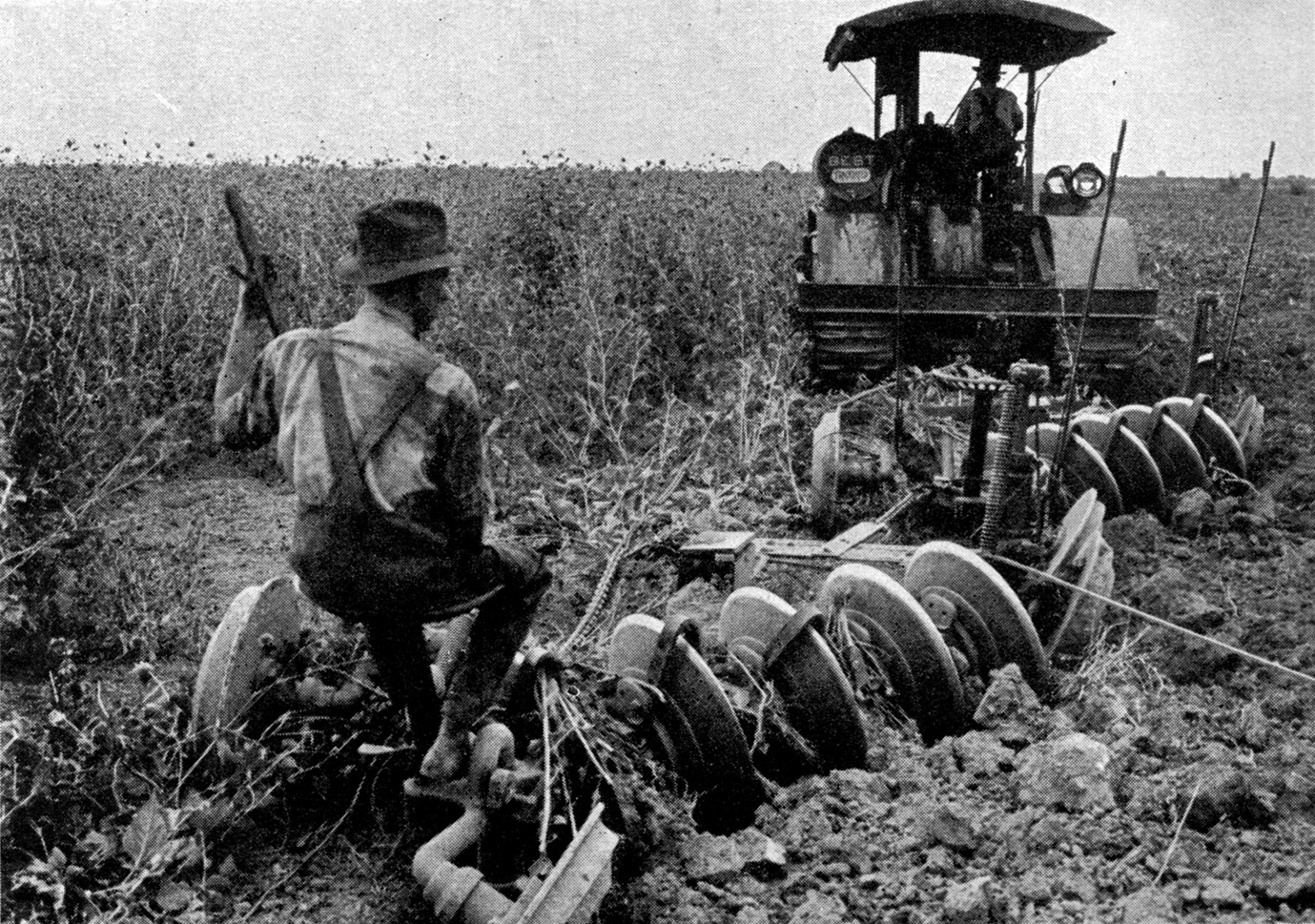
Începutul secolului 20, imagine a unui tractor ce ară un câmp de lucernă

Cultivarea orezului pe terenuri inundate a fost practicată în Coreea încă din cele mai vechi timpuri. Într-o casă parțial construită în pământ, întâlnită în situl arheologic Daecheon-ni, din Coreea, s-a descoperit orez carbonizat, care indică faptul că începuturile cultivării orezului ar putea data încă de la jumătatea perioadei ceramicii Jeulmun (cca. 3500-200 î.Hr.) în peninsula Coreeană.  Conform presupunerilor, cea mai veche cultură de orez din acel loc ar fi fost situată pe terenuri uscate, nu inundate.  
Evoluția agriculturii în Marea Britanie între secolul XVI și mijlocul secolului XIX a înregistrat o creștere masivă a productivității agricole și a producției nete. Acest lucru a contribuit, la rândul său, la o creștere demografică fără precedent, creând un procent semnificativ de oportunități de muncă și, astfel, facilitând declanșarea revoluției industriale. Istoricii au menționat îngrădirea pământurilor, mecanizarea, rotația culturilor pe patru câmpuri și reproducerea selectivă ca fiind cele mai importante inovații.  
Agricultura industrială a luat amploare în timpul revoluției industriale. La începutul secolului XIX, tehnicile agricole, echipamentele, stocurile de semințe și soiurile au evoluat atât de mult, încât recoltele pe unitatea de teren depășeau cantitativ cu mult pe cele din Evul Mediu .     
Perioada industrializării a însemnat un proces continuu de mecanizare. Vehiculele trase de cai, precum cositoarea McCormick, au revoluționat secerișul, în timp ce invenții precum mașina de egrenat bumbac, au redus costul prelucrării. Tot în timpul acestei perioade, agricultorii au început să utilizeze combine și tractoare ce funcționau pe bază de aburi. În anul 1892, a fost construit cu succes primul tractor alimentat cu benzină, iar în 1923, compania International Harvester a conceput modelul de tractor Farmall, primul tractor universal, fapt ce a marcat o etapă semnificativă în înlocuirea animalelor de tracțiune cu utilaje. Au fost apoi concepute secerătoarele mecanice (combinele), mașinile de plantat, mașinile de repicat și alte echipamente care au revoluționat agricultura. Aceste invenții au crescut producția și au permis agricultorilor să gestioneze ferme mult mai mari.
Identificarea azotului, fosforului și potasiului (NPK) drept factori critici în creșterea plantelor, a dus la obținerea îngrășămintelor de sinteză, care au crescut și mai mult producția . În 1909, a fost demonstrată pentru prima dată metoda Haber-Bosch de sintetizare a azotatului de amoniu. Îngrășămintele NPK au creat primele semne de întrebare cu privire la agricultura industrială, din cauza presupunerii că acestea ar putea avea efecte adverse precum compactarea și eroziunea solului, dar și deteriorarea fertilității solului, alături de posibile probleme de sănătate cauzate de substanțe chimice toxice pătrunse în lanțul trofic . 
Descoperirea vitaminelor și a rolului acestora în nutriție, în primele două decenii ale secolului XX, a dus la apariția suplimentelor de vitamine. Astfel, în anii '20, fermierilor li s-a permis creșterea unui număr limitat de animale în spații închise, reducând expunerea lor la factorii naturali nevaforabili.      
După încheierea celui de-al doilea război mondial, utilizarea îngrășămintelor de sinteză a crescut rapid. 
Descoperirea antibioticelor și a vaccinurilor a facilitat creșterea animalelor prin reducerea numărului de boli. Inovațiile în logistică, în refrigerarea alimentelor, dar și în ceea ce privește tehnologiile de procesare, au făcut posibilă distribuirea produselor pe distanțe mari. Combaterea integrată a dăunătorilor reprezintă metoda modernă de a minimiza folosirea pesticidelor până la nivele mai sustenabile.      
Existența unor motive de îngrijorare cu privire la dezvoltarea durabilă a agriculturii industriale și a efectelor îngrășămintelor și pesticidelor, a dus la apariția agriculturii organice, la construirea unei piețe destinate agriculturii intensive durabile și la finanțarea dezvoltării unor tehnologii adecvate. 

## Tehnici și tehnologii

### Animale

#### Intensificarea pășunatului

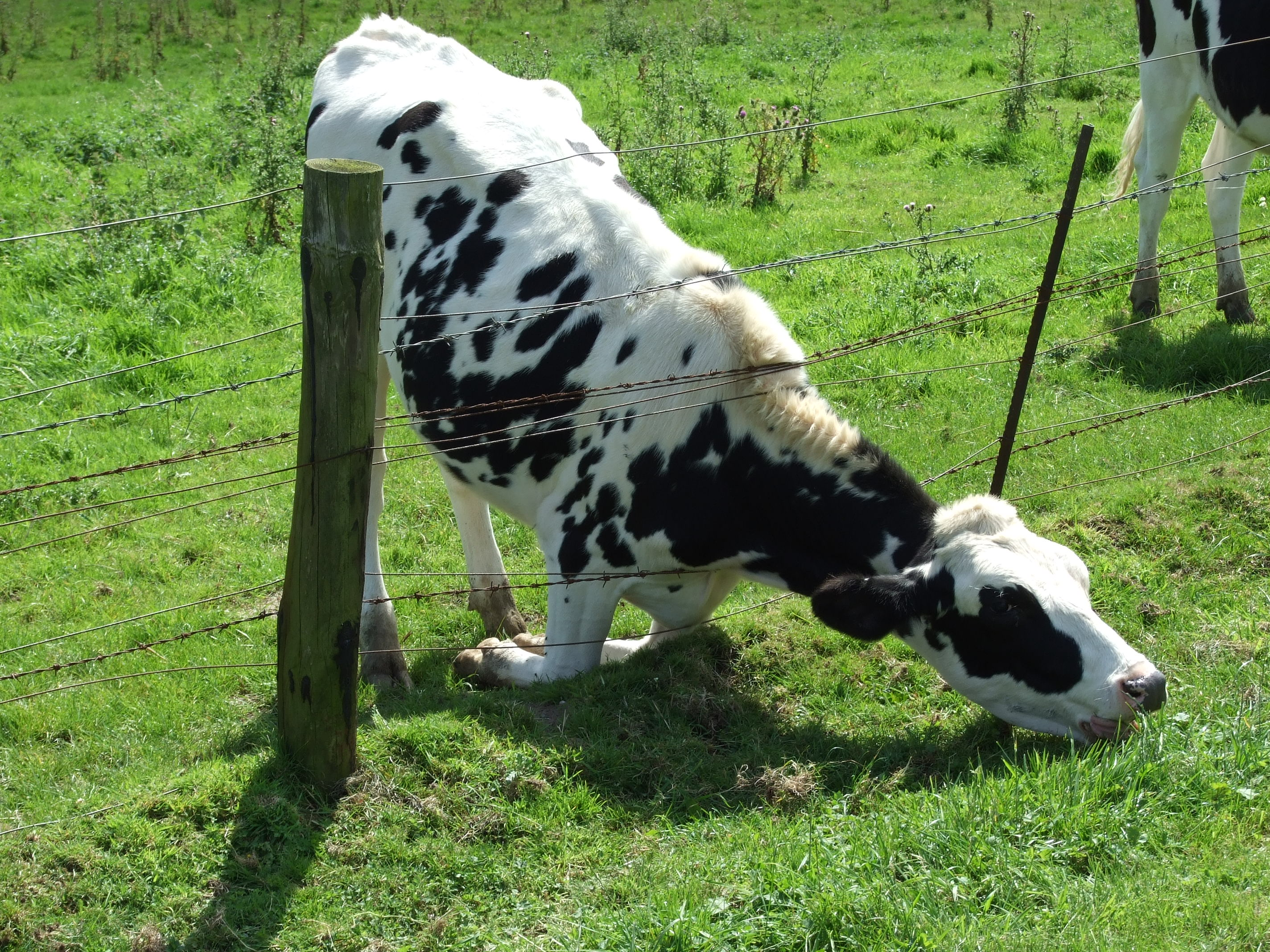
Vacă într-o pășune închisă mâncând iarbă printr-un gard de sârmă

Intensificarea pășunatului reprezintă procesul de ameliorare a solurilor și ierbii pășunilor, având ca scop creșterea potențialului producției de hrană din sistemele de producție animală. Este folosit în general pentru a inversa procesul de degradare al pășunilor, proces caracterizat prin pierderea furajelor și printr-o capacitate redusă de transport a animalelor, aceasta fiind un rezultat al pășunatului intensiv,  al gestionării defectuase a nutrienților și al lipsei conservării solului.  Această degradare duce la existența unor soluri de pășune sărace, cu fertilitate și aport de apă scăzute și cu valori ridicate de eroziune, compactare și acidificare.  Pășunile degradate au o productivitate semnificativ mai scăzută și amprente de carbon ridicate, prin comparație cu pășunile intensive.  
Practicile de gestionare ce au ca scop îmbunătățirea sănătății solului și, în consecință, productivitatea pășunilor, includ irigația, scarificarea solului și aplicarea de var, îngrășăminte și pesticide . În funcție de obiectivele finale de productivitate, setate de sistemul agricol, pot fi inițiate proiecte de refacere cu un grad mai mare de implicare, ce își propun înlocuirea ierburilor invadatoare și neproductive cu specii de iarbă mai adecvate solului și condițiilor climatice din regiunea respectivă.  Aceste sisteme intensive de ierburi permit rate de stocare mai mari asociate cu o creștere accelerată în greutate a animalelor și sacrificarea mai rapidă a acestora, fapt ce duce la existența unor sisteme de producție animală cu un grad mai mare de productivitate și eficiente în ceea ce privește emisiile de dioxid de carbon.   
O altă tehnică de optimizare a producției, care menține în același timp și bilanțul de carbon, reprezintă utilizarea sistemelor integrate de recoltă-animale (ICL) și cultură-animale-pădure (ICLF), care combină mai multe ecosisteme într-un singur cadru agricol optimizat.  Aceste sinergii între sisteme asigură beneficii pășunilor prin: utilizarea optimă a plantelor, îmbunătățirea hranei și a ratei de îngrășare, sporirea fertilității și calității solului, intensificarea circuitului de substanțe nutritive, combaterea integrată a dăunătorilor și îmbunătățirea biodiversității .   Introducerea în pășuni a anumitor culturi de legume crește acumularea de carbon și fixarea azotului în soluri, în timp ce digestibilitatea acestora ajută la îngrășarea animalelor și reduce emisiile de metan de la fermentarea intestinală.   Sistemele ICLF măresc productivitatea bovinelor de carne până la de zece ori mai mult, prin comparație cu pășunile degradate, care se adaugă la producția agricolă de porumb, sorg și soia și chiar reduc considerabil efectul de seră datorită sechestrării carbonului forestier. 
În cadrul programului de pășunat Twelve Aprils pentru producerea lactatelor, program dezvoltat de USDA-SARE, pe o pășune perenă sunt plantate culturi furajere pentru cirezi de lapte. 

#### Pășunatul rotativ

Pășunatul rotativ al bovinelor și al oilor în Missouri, cu locuri de pășunat împărțite în padocuri, fiecare păscute pe rând pentru o perioadă scurtă de timp.

Pășunatul rotativ este o modalitate de căutare a hranei prin care cârdurile de păsări sau turmele de animale sunt mutate în mod regulat și sistematic în zonele de pășunat proaspete (uneori numite padocuri) pentru a maximiza calitatea și cantitatea de creștere a furajelor. Această modalitate poate fi folosită cu bovine, oi, capre, porci, găini, curcani, rațe și alte animale. Turmele pasc pe o porțiune de pășune sau padoc, timp în care celelalte porțiuni se regenerează. Porțiunile care se regenerează permit vegetației să își reînnoiască rezervele de energie, să înmugurească și să își adâncească sistemul de rădăcini. Acest lucru rezultă într-o producție maximă și de lungă durată de biomasă .     Sistemele de pășunat pot oferi animalelor erbivore necesarul de energie, însă pășunatul rotativ este îndeosebi eficient, deoarece erbivorele cresc viguros datorită tulpinilor plantelor mai tinere și mai fragede. De asemenea, paraziții sunt și ei lăsați în urmă să moară, și astfel se minimizează sau chiar se elimină nevoia de deparazitare. Odată cu creșterea productivității sistemelor rotative, este posibil ca animalele să aibă nevoie de mai puțin nutreț ca în sistemele de pășunat continuu. Din acest motiv, fermierii pot crește numărul de animale.  

#### Operațiuni de hrănire concentrată a animalelor

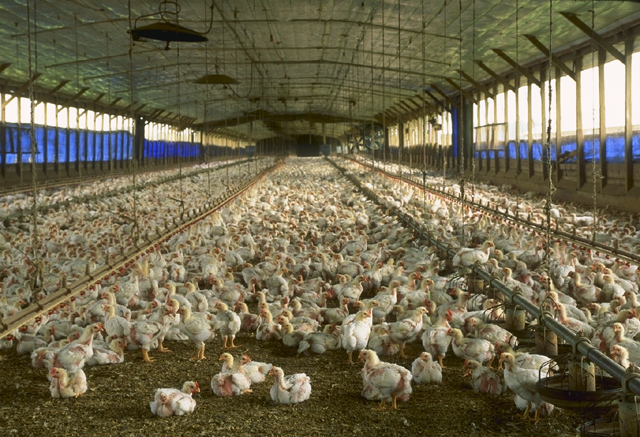
O fermă de găini pentru creșterea puilor de carne

Creșterea intensivă este procesul de creștere al animalelor în captivitate la o densitate mare a efectivelor.      "Operațiunile de hrănire concentrată a animalelor" (“Concentrated animal feeding operations”, CAFO) sau “operațiunile de creștere intensivă a animalelor”, se aplică unui număr mare (unele ajung și până la sute de mii) de vaci, porci, curcani sau pui, adesea într-un spațiu interior. Esența acestor ferme este concentrarea animalelor într-un spațiu dat. Scopul este de a oferi capacitatea maximă la cel mai mic cost posibil și la cel mai înalt nivel de siguranță alimentară.  Termenul este adesea folosit peiorativ.  Totuși, operațiunile de hrănire concentrată au crescut dramatic producția de alimente provenite din creșterea animalelor la nivel mondial atât în ceea ce privește cantitatea totală de produse alimentare, cât și eficiența. 
Animalelor le sunt furnizate apă și mâncare, iar agenții antimicrobieni utilizați terapeutic, suplimentele de vitamine și hormonii de creștere sunt deseori folosiți. În Uniunea Europeană, hormonii de creștere nu sunt folosiți la pui și la niciun alt animal. Comportamentele nedorite care au deseori legătură cu stresul provocat de captivitate au dus la căutarea unor rase docile (de exemplu, înmulțirea raselor cu comportamente naturale dominante), a unor modalități de a împiedica interacțiunea, precum cuștile individuale în cazul puilor sau separarea puilor pentru a reduce riscul încăierărilor.    
Desemnarea operațiunilor de hrănire concentrată a rezultat din Legea Apelor Curate din SUA din 1972, care a fost adoptată cu scopul de a proteja și de a reface lacurile și râurile până la un nivel la care s-ar putea pescui și înota în apele acestora. Agenția pentru Protecția Mediului din Statele Unite a identificat anumite operațiuni de hrănire a animalelor, dar și multe alte tipuri de industrie ca fiind “sursa punctiformă” a poluatorilor de apă subterană. Aceste operațiuni au fost supuse reglementărilor. 

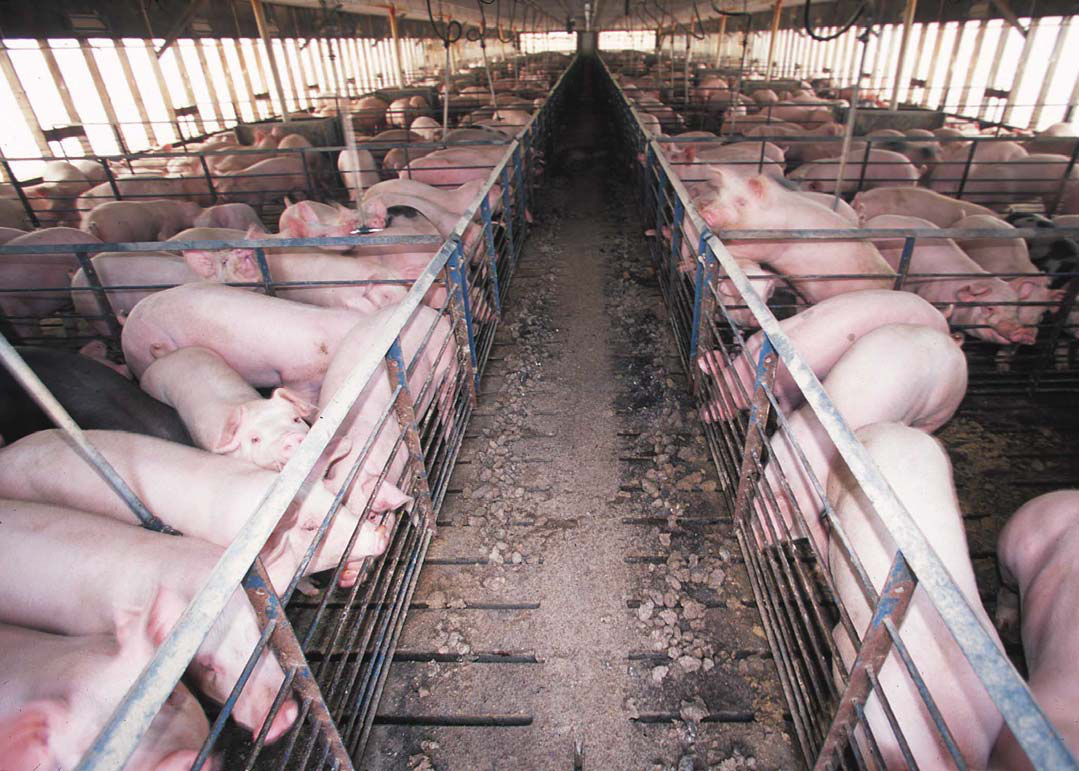
Porci crescuți intensiv

În 17 state din Statele Unite, cazuri izolate de contaminare ale apelor subterane au fost corelate cu operațiunile de hrănire concentrată. De exemplu, cele zece milioane de porci din Carolina de Nord generează 19 milioane de tone de deșeuri pe an. Guvernul federal al SUA recunoaște problema eliminării deșeurilor și solicită ca deșeurile de animale să fie depozitate în lagune. Aceste lagune pot ajunge la dimensiuni de 7,5 acri (30,000 m2). În anumite condiții, lagunele care nu sunt protejate cu o căptușeală impermeabilă se pot scurge în apele subterane. Un exemplu în acest sens ar fi îngrășământul natural. O lagună care a explodat în 1995 a eliberat 25 de milioane de galoane de mâl azotos în râul New River din Carolina de Nord. Scurgerea ar fi omorât între opt și zece milioane de pești. 
Numărul mare de animale, deșeurile și animalele moarte într-un spațiu mic ridică probleme de natură etică pentru unii consumatori. Activiștii care susțin drepturile și bunăstarea animalelor au reclamat creșterea intensivă a acestora ca fiind un abuz.  

### Culturi
Revoluția Verde a transformat agricultura în multe țări aflate în curs de dezvoltare. A răspândit tehnologii care existau deja, dar care nu erau utilizate pe scară largă în afara națiunilor industrializate. Aceste tehnologii au inclus “semințe-minune“, pesticide, metode de irigare și îngrășământ azotat. 

#### Semințe
În anii ‘70, oamenii de știință au creat soiuri de porumb, grâu și orez cu randament mare. Acestea au un potențial crescut de absorbție a azotului în comparație cu alte soiuri. Întrucât cerealele care absorbeau prea mult azot cădeau la pământ, de regulă, înainte de a fi recoltate, genele semi-pitice au fost dezvoltate în genomul lor. Grâul Norin 10, soi dezvoltat de Orville Vogel din soiurile de grâu pitic japonez, a contribuit la dezvoltarea cultivarelor de grâu. IR8, primul orez cu randament mare implementat pe scară largă, dezvoltat de Institutul Internațional de Cercetare a Orezului, a fost creat printr-o încrucișare între un soi indonezian numit „Peta” și un soi chinez numit „Dee Geo Woo Gen”. 
Odată cu disponibilitatea geneticii moleculare la gâscăriță (Arabidopsis) și orez, genele mutante responsabile (înălțimea redusă, giberelina și orezul zvelt) au fost clonate și identificate ca și componente de semnalizare ale acidului giberelic, un fitohormon cu rol în reglarea creșterii tulpinelor prin efectul său asupra diviziunii celulare. Investiția fotosintetică în tulpini este redusă considerabil, deoarece plantele scunde sunt, în mod inerent, mai stabile din punct de vedere mecanic. Elementele nutritive sunt redirecționate către producția de cereale, amplificând în special nivelul de randament al îngrășămintelor chimice.     
Soiurile cu un randament mare depășesc semnificativ tulpinile tradiționale prin irigații adecvate, pesticide și îngrășăminte. În absența acestor stimuli, soiurile tradiționale le pot întrece pe cele moderne. Soiurile cu randament mare au fost dezvoltate sub formă de hibrizi F1, ceea ce înseamnă că semințele trebuie achiziționate în fiecare sezon, crescând astfel costurile pentru fermieri.      

#### Rotația culturilor

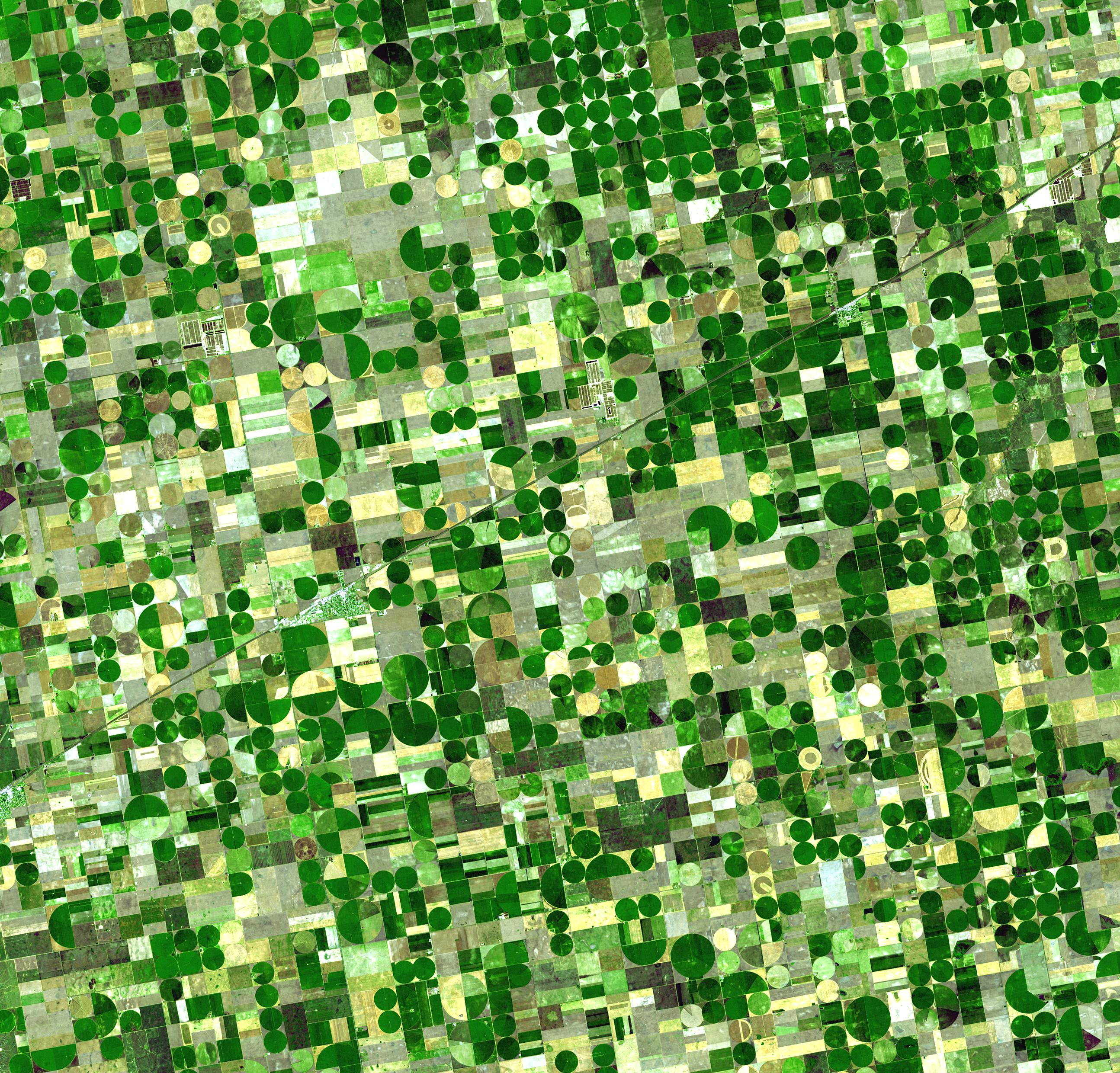
Imaginea din satelit a câmpurilor de cultură circulare din comitatul Haskell, Kansas, de la sfârșitul lunii iunie 2001. Culturile sănătoase de creștere a porumbului și a sorgului sunt verzi (sorgul poate avea o culoare mai deschisă). Grâul este auriu luminos. Câmpurile de culoare maro au fost recoltate și arate recent sau au rămas necultivate pe perioada anului.

Rotația sau succesiunea culturilor este practica de creștere a unei serii de tipuri diferite de culturi în același spațiu de-a lungul anotimpurilor pentru beneficii precum evitarea agenților patogeni și a acumulării paraziților care apar atunci când o specie este recoltată continuu. Rotația culturilor urmărește, de asemenea, să echilibreze necesitățile de nutrienți ale diferitelor culturi pentru a evita epuizarea solului. O componentă tradițională a rotației culturilor este reaprovizionarea azotului prin utilizarea de leguminoase și îngrășământ verde în succesiune cu cereale și alte culturi. Rotația culturilor poate îmbunătăți, de asemenea, structura și fertilitatea solului prin alternarea plantelor cu rădăcini adânci și cu rădăcini superficiale. O tehnică înrudită o reprezintă plantarea mai multor specii de culturi de acoperire pe lângă cele comerciale. Acest lucru combină avantajele agriculturii intensive cu acoperire continuă cu avantajele policulturii. 

#### Irigare

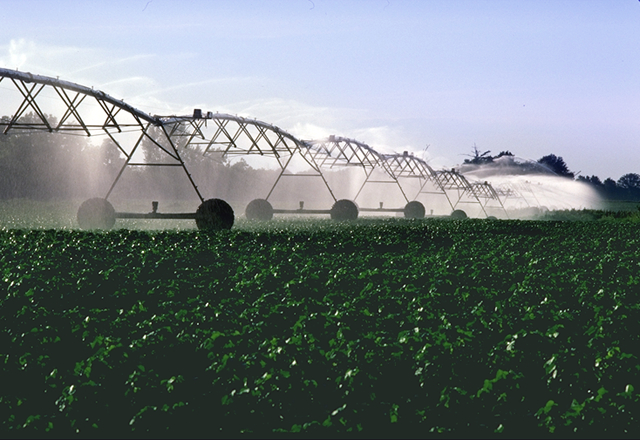
Irigare prin dispersare aeriană cu pivot central

Irigarea culturilor reprezintă 70% din consumul de apă potabilă din lume.  Irigarea prin inundare, cea mai veche și mai comună modalitate de irigare este deseori distribuită în mod neuniform, întrucât unele părți ale câmpului pot fi udate în mod excesiv pentru ca alte părți să fie udate suficient. Irigarea prin dispersare aeriană, cu aspersoare cu pivot central sau lateral, asigură o modalitate mai corespunzătoare și mai controlată de distribuție. Irigarea prin picurare este cea mai scumpă și cea mai puțin utilizată modalitate, însă asigură apă rădăcinilor plantelor cu pierderi minime. 
Măsurile de gestionare ale bazinelor hidrografice includ gropile de reîncărcare, care rețin apa de ploaie și scurgerile și le folosesc pentru reîncărcarea apelor subterane. Acest lucru ajută la refacerea bazinelor de apă subterană și, în cele din urmă, reduce eroziunea solului. Râurile îndiguite servesc drept rezervoare care depozitează apă pentru irigații și pentru alte întrebuințări pe suprafețe mari. În cazul zonelor mai mici se folosesc uneori iazuri sau ape subterane. 

#### Controlul vegetației parazitare
În agricultură, este de obicei necesară gestionarea sistematică a buruienilor, acest lucru fiind deseori efectuat de utilaje precum cultivatoare sau autocisterne cu erbicide lichide. Erbicidele acționeză asupra unor buruieni anume, lăsând cultura relativ nevătămată. O parte dintre erbicide împiedică creșterea buruienilor și adesea au la bază hormoni din plante. Combaterea buruienilor prin erbicid devine mai puțin eficientă atunci când acestea capătă rezistență la erbicid. Soluții: 
- Acoperirea culturilor (în special cele cu proprietăți alopatice) care sunt mai rezistente ca buruienile sau le inhibă regenerarea
- Utilizarea mai multor erbicide multiple, simultan sau prin rotație
- Tulpini modificate genetic rezistente la erbicid
- Tulpini adaptate la condițiile locale care tolerează sau sunt mai rezistente decât buruienile
- Prelucrări ale solului
- Acoperirea solului cu mulci sau plastic
- Plivirea
- Cositul
- Pășunatul
- Arderea solului

#### Terasarea

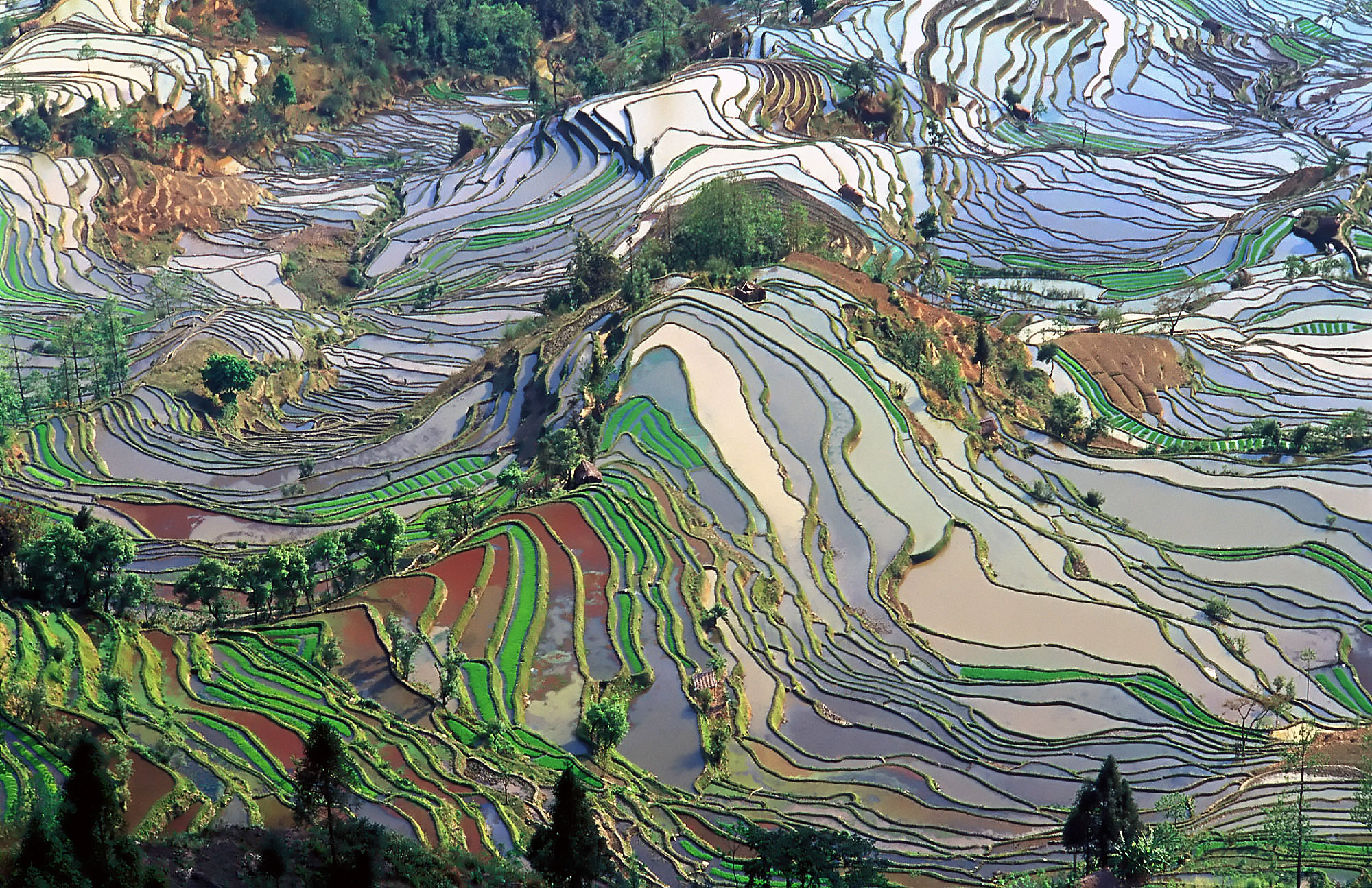
Orezării în provincia Yunnan, China

În agricultură, terenul terasat este o secțiune nivelată a unei zone cultivate deluroase, concepută ca o metodă de conservare a solului pentru a încetini sau a preveni scurgerea rapidă a apei de irigație. Adesea, un astfel de teren este format în mai multe terase, dând un aspect în trepte. Peisajele umane ale orezăriilor terasate care urmează contururile naturale ale pantelor, precum ararea contururilor, sunt o caracteristică clasică a insulei Bali și ale orezăriilor terasate Banaue din Banaue, Ifugao, Filipine. În Peru, incașii au folosit terenuri abrupte, care în mod normal nu ar fi putut fi utilizabile, prin construirea de ziduri din piatră fără mortar pentru a crea terase.   

#### Orezării
Orezăriile sunt terenuri arabile inundate utilizate pentru cultivarea orezului și a altor culturi semiacvatice. Orezăriile sunt o caracteristică tipică a țărilor cultivatoare de orez din Asia de Est și de Sud-Est, inclusiv Malaezia, China, Sri Lanka, Myanmar, Thailanda, Coreea, Japonia, Vietnam, Taiwan, Indonezia, India și Filipine. Ele mai sunt întâlnite și în alte regiuni cultivatoare de orez precum Piemont (Italia), Camargue (Delta Ronului, Franța) și Valea Artibonitei (Haiti). Ele pot apărea în mod natural de-a lungul râurilor sau mlaștinilor sau pot fi construite chiar și în zone colinare. Ele necesită cantități mari de apă pentru irigare, o mare parte provenind din inundații. Acest lucru creează condiții optime pentru cultivarea orezului, nefiind propice pentru multe specii de buruieni. Singura specie de animal de povară adaptat la terenuri mlăștinoase, bivolul indian, este folosit pe scară largă în orezăriile din Asia. 
O inovație recentă în producția intensivă de orez este Sistemul de Intensificare a Producției de Orez.   Acest sistem a fost creat în 1983 de către preotul iezuit francez Henri de Laulanié în Madagascar,  iar până în 2013 îl utilizau între 4 și 5 milioane de fermieri mici. 

### Acvacultura
Acvacultura reprezintă creșterea animalelor și cultivarea plantelor acvatice (pește, crustacee, alge, plante marine și alte organisme acvatice) în apă. Acvacultura intensivă are loc pe uscat în rezervoare, iazuri sau alte sisteme controlate, sau în ocean, folosind cuști. 

### Sustenabilitate
Practicile de agricultură intensivă, despre care se crede că sunt durabile, au fost create pentru a încetini deteriorarea terenurilor agricole și chiar pentru a regenera sănătatea solului și serviciile ecosistemice. Aceste evoluții pot intra în categoria agriculturii ecologice sau de integrare a agriculturii ecologice cu cea convențională.  
Pășunatul și cultivarea pe același teren implică plantarea culturilor de cereale direct pe pășuni, fără o erbicidare în prealabil. Iarba perenă formează un mulci viu sub cultura de cereale, eliminând nevoia de a planta culturi de acoperire după recoltare. Terenul este pășunat intens atât înainte, cât și după producția de cereale. Acest sistem intensiv produce profituri echivalente agricultorilor (parțial din creșterea cantității de furaj pentru animale), reconstituind în același timp un nou sol vegetal și reținând până la 33 de tone de CO2/ha/an.  
Agricultura biointensivă se concentrează pe eficientizarea la maxim a consumului de energie și apă pe unitatea de suprafață. 
Agrosilvicultura combină agricultura și tehnologiile de livadă/silvicultură pentru a crea sisteme de utilizare ale terenurilor mai integrate, diverse, productive, profitabile, sănătoase și durabile. 
Intercalarea culturilor poate îmbunătăți recolta sau reduce aportul de elemente externe și, prin urmare, reprezintă o intensificare a agriculturii (potențial sustenabilă). Cu toate acestea, în timp ce recolta pe hectar este adesea crescută, recolta totală a unei culturi este deseori diminuată. Agricultorii se confruntă, de asemenea, cu provocări cauzate de utilajele agricole optimizate pentru monocultură, lucru ce duce adesea la creșterea forței de muncă. 
Agricultura verticală este producția intensivă a culturilor pe scară largă în centre urbane, în structuri supraetajate, luminate artificial, folosind un aport mai scăzut de elemente externe și cu impact asupra mediului înconjurător mai scăzut.  
Un sistem de agricultură integrată este un tip de agricultură progresivă, durabilă, precum agricultura fără deșeuri sau acvacultura multi-trofică integrată, care implică interacțiuni între mai multe specii. Elementele acestui sistem pot fi: 
- Introducerea intenționată a plantelor cu flori în ecosistemele agricole pentru a crește resursele de polen și nectar necesare inamicilor naturali ai insectelor dăunătoare [47]
- Folosirea rotației culturilor și acoperirea culturilor pentru eliminarea nematodelor din culturile de cartofi [48]
- Acvacultura multi-trofică integrată este o practică în care deșeurile de la o specie sunt refolosite și devin îngrășăminte, alimente pentru alta.

Managementul holistic a fost inițial creat pentru inversarea deșertificării.  Pășunatul planificat holistic este asemănător cu pășunatul rotativ, dar accentuează cele patru principii ale ciclului apei, ciclurile minerale (inclusiv ciclul carbonului ),  fluxul de energie și ecologia. 

## Provocări
Atunci când populațiile în creștere de vânători-cultivatori au epuizat resursele de vânat și hrană sălbatică din Orientul Apropiat, ei au fost forțați să introducă agricultura. Dar aceasta a însemnat ore de muncă mai numeroase și o dietă mai puțin bogată comparativ cu cea anterioară. Continuarea creșterii populației a fermierilor nomazi care tăiau și ardeau a dus la perioade de necultivare mai mici, rezultate mai mici și la eroziunea solului. Au fost introduse plugul și îngrășămintele pentru a se ocupa cu aceste probleme - dar acestea au implicat din nou un număr crescut de ore de muncă și o degradare a resurselor din sol.
Provocările și problemele agriculturii industriale pentru societate, pentru sector, precum și pentru drepturile animalelor, includ costurile și beneficiile atât ale practicilor actuale, cât și modificările propuse acestor practici. Aceasta este o continuare a mii de ani de inovații în hrănirea populațiilor în creștere. 

### Creșterea populației
Estimare: 

Populație (estimare) 10.000 î.Hr. - 2000 d.Hr.

- În urmă cu 30.000 de ani, comportamentul de tip vânător-culegător a hrănit 6 milioane de oameni
- Acum 3.000 de ani, agricultura primitivă a hrănit 60 de milioane de oameni
- Acum 300 de ani, agricultura intensivă a hrănit 600 de milioane de oameni
- Astăzi, agricultura industrială încearcă să hrănească 8 miliarde de oameni

Între 1930 și 2000, productivitatea agricolă din SUA (producția împărțită la toate investițiile) a crescut în medie cu aproximativ 2 la sută anual, determinând scăderea prețurilor la produsele alimentare. „Procentul veniturilor disponibile din SUA cheltuite cu mâncarea preparată acasă a scăzut, de la 22% în 1950 până la 7% la sfârșitul secolului”. 

### Alte consecințe

#### Mediul înconjurător
Agricultura industrială utilizează cantități uriașe de apă, energie,  și produse chimice industriale, ducând la creșterea poluării terenurilor arabile, a apelor și a atmosferei. Erbicidele, insecticidele și îngrășămintele se acumulează în apele subterane și de suprafață. Multe dintre efectele negative ale agriculturii industriale pot apărea la distanță de terenurile sau fermele agricole. De exemplu, compușii azotului proveniți din Vestul Mijlociu, sunt purtați de râul Mississippi și degradează pescuitul de coastă în Golful Mexic.  Dar alte efecte adverse apar în sistemele de producție agricolă - de exemplu, rezistența la dezvoltarea rapidă în rândul dăunătorilor face ca erbicidele și insecticidele să devină din ce în ce mai ineficiente.  Au fost implicate produse agrochimice în tulburarea colapsului coloniilor, în care membrii individuali ai coloniilor de albine dispar.  (Producția agricolă depinde foarte mult de albine pentru a poleniza multe soiuri de fructe și legume.) 
Monocultura intensivă crește riscul de eșec din cauza dăunătorilor, a vremii adverse și a bolilor.  

#### Social
Un studiu pentru Biroul de Evaluare Tehnologică din SUA a concluzionat că, în ceea ce privește agricultura industrială, la nivel "statistic" există o „relație negativă între tendința de a crește mărimea unei ferme și condițiile sociale din comunitățile rurale”.  Monocultura agricolă poate atrage riscuri sociale și economice. 